# Платанос
Платанос (грч. Πλάτανος) је насељено место у општини Александрија у периферији Средишња Македонија, Грчка. Према попису из 2021. године било је 675 становника.
Према бугарском географу и историчару, Василу Канчову, у Платаносу је 1900. године живело 300 Грка и 35 Рома. 
После 1923. године насељено је 25 грчких избегличких породица, укупно 97 особа. На попису из 1928. године Платанос је имао 543 становника. Село се раније звало Чинар Фурнос.